# بيل ارين
بيل ارين (بالإنجليزية: Bill Warren)‏ هو سياسي بريطاني، ولد في 1935، وتوفي في 1978.